# Castello di Nisida
Das Castello di Nisida ist eine Burg aus dem 15. Jahrhundert auf der Insel Nisida im Archipel der Phlegräischen Inseln in der italienischen Region Kampanien.

## Geschichte
Der Bau, der aus der Endzeit des Hauses Anjou in Neapel (Anfang des 15. Jahrhunderts) stammt, wurde in modernerer Zeit, ab dem 16. Jahrhundert, als Eckpfeiler des von Vizekönig Don Pedro Álvarez de Toledo geplanten Verteidigungssystems der Stadt, das sich vom Castello di Baia bis zum Castello del Carmine erstreckte, angepasst. Diese Anpassung war wegen der wiederholten Angriffe des Korsaren Khair ad-Din Barbarossa auf die Küsten Kalabriens, auf Ischia und auf Procida notwendig geworden. Die Burg gehörte, wie das gesamte Inselchen, der Familie Macedonio, Grafen von Grottolella, aus Neapel. Im Jahre 1656, dem Jahr der fürchterlichen Pestepidemie, wollte der Vizekönig Antonio Álvarez de Toledo y Beaumont, dass die Burg in ein Lazarett umgebaut würde, um dort die Pestopfer zu sammeln.
In bourbonischer Zeit wurde der Bau nach der Verstärkung der Militärflotte und durch die veränderten strategischen Rahmenbedingungen zur Internierung politischer Gefangener umgebaut. Die turbulenten Ereignisse, die diese Veränderung kennzeichneten, wurden durch mehr oder weniger sensationelle Episoden bereichert, wie z. B. 1851, als der Graf von Gladstone die unmenschlichen Bedingungen anprangerte, in denen die Gefangenen leben mussten. Eine Art Ironie war es, dass die Burg in der Zeit nach der Einigung Italiens zum Gefängnis für ehemalige Funktionäre der Bourbonen nach der durch das Haus Savoyen durchgeführten Säuberung der öffentlichen Verwaltung wurde. Heute ist sie eine Strafanstalt für Minderjährige aus Neapel.

## Strafanstalt für Minderjährige auf Nisida
Das Gebäude liegt an der Südwestecke der Insel und umfasst die Bucht von Porto Paone. Nachdem der alte, einsturzgefährdete Turm, der einen düsteren Eindruck machte, abgerissen worden war, wurde die darunter liegenden Räumlichkeiten anschließend an das Krankenhaus und die Quarantäneräume 1933 in eine Abteilung für die Überwachung der Zellen umgerüstet. In den oberen Stockwerken liegen die Büros der Verwaltung sowie die Wohnräume für den Gefängnisdirektor und für die Gefängnisaufseher. Vor dem Eingang zum Gebäude liegt eine breite Allee, an deren Rändern sich die Pavillons für die Strafvollzugsdienste befinden: Schlafräume, Schule, Refektorium, Blumenbeete und Spielplätze. Auf einer unteren Ebene wurde ein großer Sportplatz eingerichtet. Das Kunstgebäude ist auch für die Bewohner von Bagnoli zugänglich.